# Nieuwe Tijdinghen
Nieuwe Tijdinghen (también conocida como la Gaceta Antwerp) es el nombre contemporáneo que los bibliógrafos le han dado al primer periódico flamenco, publicado sin un título fijo. Se publicaban noticias de Europa central y occidental.
Desde el 15 de febrero de 1620, diferentes firmas se usaron en cada edición, de manera que pudieran ser coleccionadas y reunidas en un conjunto. Desde el 8 de enero de 1621, las ediciones fueron numeradas consecutivamente en la portada.
El periódico consignaba un amplio rango de noticias generales, y a veces incluía comentarios satíricos, polémicos o celebratorios, versos, canciones y oraciones. Cada edición era ilustrada con xilografías en la portada, y ocasionalmente con otras en las páginas interiores. La perspectiva editorial era abiertamente católica y pro-Habsburgo.
La publicación contaba con autorización, y casi todos los números tienen las iniciales del canon de la catedral de Antwerp que actuaba como censor eclesiástico.
Varias ediciones se conservan en la British Library (1620-1621), la Biblioteca de la Universidad de Gante, la Erfgoedbibliotheek Hendrik Conscience (1620-1625) y la Biblioteca Real de Bélgica (1622-1628).